# José Navarro Cabanes
José Navarro Cabanes (Onteniente, 5 o 6 de abril de 1875-Valencia, 28 de septiembre de 1929) fue un periodista carlista español.

## Biografía
Nació en Onteniente en 1875, pasando su primera infancia entre su ciudad natal y Játiva. Se graduó en el Instituto de Bachillerato y en la Escuela del Magisterio de Valencia, aunque no ejerció de docente y se dedicó al periodismo. Siendo joven, colaboró en diversos periódicos valencianos, especialmente en La Monarquía Federal y La Voz de Valencia. Fue redactor jefe del Diario de Valencia tras su refundación en 1911, trabajando con gran celo por el mismo toda su vida. También colaboró con El Correo Español.
Escribió diversas obras, que tuvieron mucho éxito, como Prensa Valenciana, Prensa Carlista, Oratoria monesipal, Monecipalerías, Después de leer Oriente, Bajonazos al idioma y El Padre Traggia. Amante de las tradiciones y costumbres valencianas, fue miembro numerario de Lo Rat Penat y del Centro de Cultura Valenciana. Tenía una gran devoción por la Virgen de los Desamparados, publicando varias colecciones de sus Gozos.

## Obras
- Apuntes bibliográficos de la prensa carlista (1917)